# 김문순 (언론인)
김문순(1944년 3월 3일~)은 대한민국의 언론인이다. 대구광역시 출신.

## 학력
- 계성고등학교 졸업
- 연세대학교 정치외교학과 졸업

## 경력
- 2007년 한국신문협회 부회장 수상
- 2008년 연세언론인상
- 2008년 조선일보 대표이사 부사장
- 주간조선 발행인 겸 인쇄인